# Богданд
Богданд (рум. Bogdand) — село у повіті Сату-Маре в Румунії. Адміністративний центр комуни Богданд.
Село розташоване на відстані 411 км на північний захід від Бухареста, 42 км на південь від Сату-Маре, 86 км на північний захід від Клуж-Напоки.

## Населення
За даними перепису населення 2002 року у селі проживали 1067 осіб.
Національний склад населення села:
| Національність | Кількість осіб | Відсоток |
| -------------- | -------------- | -------- |
| угорці         | 1057           | 99,1%    |
| румуни         | 9              | 0,8%     |

Рідною мовою назвали:
| Мова      | Кількість осіб | Відсоток |
| --------- | -------------- | -------- |
| угорська  | 1058           | 99,2%    |
| румунська | 8              | 0,7%     |